# فینال جام ملت‌های اروپا ۱۹۹۲
فینال جام ملت‌های اروپا ۱۹۹۲، رقابت پایانی جام ملت‌های اروپا ۱۹۹۲ است که مابین تیم ملی فوتبال دانمارک و تیم ملی فوتبال آلمان در ورزشگاه اولوی، گوتنبورگ برگزار شده‌است.
این مسابقه که در تاریخ ۲۶ ژوئن ۱۹۹۲ انجام شده‌است با نتیجه ۲ بر ۰ به سود تیم ملی فوتبال دانمارک به پایان رسید.